# Vaux-sur-Poligny
Vaux-sur-Poligny är en kommun i departementet Jura i regionen Bourgogne-Franche-Comté i östra Frankrike. Kommunen ligger i kantonen Poligny som tillhör arrondissementet Lons-le-Saunier. År 2022 hade Vaux-sur-Poligny 82 invånare.

## Befolkningsutveckling
Antalet invånare i kommunen Vaux-sur-Poligny
Referens:INSEE